# Dircenna calverti
Dircenna calverti är en fjärilsart som beskrevs av Fox 1941. Dircenna calverti ingår i släktet Dircenna och familjen praktfjärilar. Inga underarter finns listade i Catalogue of Life.